# Chiese di Legnano
Legnano possiede numerose chiese, dislocate su tutto il territorio.

## Basilica di San Magno
La chiesa principale della città è la basilica romana minore intitolata a San Magno. Venne realizzata nei primi decenni del XVI secolo probabilmente da Giovanni Amadeo o da suoi seguaci, grazie al patrocinio delle famiglie Lampugnani e Vismara. Prima della Basilica, la comunità legnanese faceva riferimento alla chiesa di San Salvatore. Tra gli arredi della Basilica si segnala un altare di Bernardino Luini abbozzato, probabilmente, dal Bramante, ma più verosimilmente da Giovanni Amadeo.

## Santuario della Madonna delle Grazie
Fu intitolato alla Madonna delle Grazie nel 1610 per un miracolo nei confronti di tre ragazzi sordomuti. Sorge dove un tempo c'era una piccola cappella del XVI secolo.

## Santuario di Santa Teresa del Bambin Gesù
Il Santuario di Santa Teresa del Bambin Gesù (Legnano) è una chiesa-santuario dei Carmelitani Scalzi. Posata la prima pietra il 2 ottobre 1931, fu consacrata il 13 settembre 1933 dal Cardinale Schuster. È parrocchiale dal 1964.

## Chiesa del Beato Cardinale Ferrari
Ultimata nel 1989 serve la decima parrocchia della città, e sorge nel quartiere Mazzafame. È dedicata all'Arcivescovo di Milano Andrea Ferrari.

## Chiesa di Sant'Ambrogio
È la più antica chiesa della città. La cappella su cui fu poi costruito l'edificio era dedicato a San Nazaro. È stata dedicata a Sant'Ambrogio Arcivescovo di Milano, tra il 374 e il 397. La prima citazione di una chiesa dedicata a Sant'Ambrogio a Legnano è contenuta in un documento del 1389 scritto da Goffredo da Bussero.

## Chiesa di San Bernardino
È dedicata a San Bernardino da Siena. Consacrata nel XVII secolo, è stata costruita sui rovine di un antico oratorio su proposta di Carlo Borromeo. Le prime tracce su documenti risalgono al 1650.

## Chiesa della Madonnina dei Ronchi
Fu costruita nel 1641 dopo che un discendente di Oldrado II Lampugnani diede il permesso di trasformare la cappella di famiglia in chiesa. Si trova in corso Sempione.

## Chiesa di San Domenico
L'idea originale prevedeva la costruzione, sull'area dove sorge la chiesa, di una conceria. Un sacerdote si oppose al piano e fece cominciare i lavori nell'aprile del 1900. È stata dedicata a San Domenico di Guzmán.

## Chiesa di Sant'Erasmo
La storia della chiesa di Sant'Erasmo è legata all'ospizio probabilmente fondato da Bonvesin de la Riva, poeta e scrittore lombardo del XIII secolo. È stata consacrata a Sant'Erasmo e aperta al culto nel 1490.

## Chiesa dei Santi Magi
Dedicata ai Re Magi, è riferimento del quartiere della Olmina e la sua costruzione risale all'inizio del XVIII secolo. Sorge nei pressi di cascine conosciute in dialetto legnanese come casina dul Mina, dal nome del padrone, in seguito diventate in italiano "Cascina Olmina".

## Chiesa di Santa Maria Maddalena
È stata costruita nel 1728 per dare al quartiere della Ponzella una chiesa. Fu l'edificio religioso di riferimento della comunità fino al 1975 quando fu consacrata la Chiesa di San Giovanni Battista.

## Chiesa di Santa Maria del Priorato
Intitolata alla Madonna, era la chiesa di un monastero ora non più esistente, il Convento degli Umiliati. È stata aperta al culto fino al XVII secolo. Cessò le sue funzioni nel 1825, e fu demolita nel 1953 per la costruzione della Galleria della città, prospiciente piazza San Magno.

## Chiesa di San Martino
L'odierna chiesa di San Martino è del XV secolo, ma un edificio intitolato allo stesso Santo era presente nell'elenco lasciato dallo storico Goffredo da Bussero, datato 1389. La chiesa è quindi un edificio rifacimento di un altro ben più antico.

## Chiesa dei Santi Martiri
Ultimata nel 1910 è diventata chiesa parrocchiale nel 1912 ed è dedicata ai Santi Sisinnio, Martirio ed Alessandro. È anche legata al palio dato che la contrada ”La Flora” fa riferimento a questo edificio. 

## Chiesa di San Paolo
L'edificio è il riferimento della Parrocchia di San Paolo, che si trova in un recente quartiere della città del Carroccio. Fu costruita con un prefabbricato provvisorio nel 1970 e completata successivamente. La sua costruzione fu resa necessaria per l'espansione urbanistica del rione Ponzella.

## Chiesa di San Pietro
Consacrata e intitolata il 27 settembre 1997 è riferimento del quartiere della Canazza, e fa capo ad una parrocchia della città.

## Chiesa di Santa Rita (o della Purificazione)
Le prime notizie documentate della chiesa di Santa Rita (o "della prificazione") risalgono al 1584, quando il cardinal Carlo Borromeo la elevò a edificio religioso di riferimento per il quartiere di Legnarello. Il 13 agosto 1898 il cardinal Ferrari la eresse a parrocchiale, funzione che ebbe fino al 1902, quando fu inaugurata la nuova Chiesa del Santo Redentore.

## Chiesa del Santissimo Redentore
È stata inaugurata nel 1902 a Legnarello, quartiere della città. Prima di questa chiesa la comunità religiosa del rione fece riferimento dal 1603 alla piccola chiesa di Santa Maria della Purificazione (oggi conosciuta come chiesa di Santa Rita).

## Santuario della Beata Vergine madre degli orfani
Il santuario della Vergine degli orfani è parte del villaggio dell'Opera Mater Orphanorum. Il progetto della costruzione di un luogo di culto e di ricovero per povere e orfane di guerra, nacque il 20 settembre 1951 quando venne posata la prima pietra del villaggio dell'Opera Mater Orphanorum istituita dal padre somasco Giovanni Antonio Rocco. La prima pietra della chiesa fu invece posta il 26 settembre 1954. È stata la prima chiesa in Italia dedicata alla Beata Vergine madre degli orfani.

## Chiesa di San Giuseppe
Fu costruita, oltre per le esigenza della comunità, anche dare una chiesa ad un vicino convento di suore carmelitane scalze. Nel 1950 iniziarono i lavori e due anni dopo fu consacrata.

## Chiesa di San Giovanni Battista
È la chiesa più recente della città del Carroccio ed ha stile architettonico moderno. La prima pietra è stata posta nel 1971, ma i lavori non sono mai stati portati a termine. La prima messa è stata celebrata il 5 ottobre 1975. Il campanile è stato costruito nel 1985.

## Chiesa Santa Teresa d'Avila
Situata nel quartiere Mazzafame, fu edificata insieme a quella della Ponzella e dell'Olmina negli anni che vanno dal 1728 al 1779. È un oratorio di piccole dimensioni (11 x 5,5 m), gli esterni sono a semplice intonaco per nascondere il sasso misto ai mattoni. Degno di menzione è un crocifisso ligneo, opera di artigianato tirolese dell'inizio del 1800, conservato all'interno della chiesa. È presente anche un crocifisso processionale, in passato usato per le rogazioni, che riporta sul retro le date dei riti e le firme di chi lo portò in processione.